# 江戸長門
江戸 長門（えど ながかど）は、南北朝時代の武将。足利氏の家臣。武蔵江戸氏12代当主。

## 出自
武蔵江戸氏は桓武平氏の平将常を祖とする秩父氏の庶流。

## 略歴
武蔵江戸氏11代当主・江戸泰重と新田氏の庶流である堀口氏の娘・いと（一井貞政の姉）との間に生まれる。
長門は北朝方の足利尊氏に従って戦った。正平7年/文和元年（1352年）、鎌倉を出た足利尊氏の下に参陣し、2月19日には尊氏と共に谷口に布陣移動、同月20日に南朝方の新田義興・義宗の軍勢と遭遇し人見原で合戦となった。その後、一族の江戸下野守、江戸修理亮らと共に尊氏の久米川の陣にも参陣している。
家督は長男・高重が継いだ。次男・正長（蔵人入道希全）の子・忠武（四郎入道道儀）が蒲田氏を称したほか、三男・重道（入道道貞）も蒲田入道と称している。